# Дом Латифа Яушева
Дом Латифа Яушева — памятник архитектуры в городе Троицке Челябинской области. Выявленный объект культурного наследия России.

## История
Построен в 80-х гг. XIX века купцом первой гильдии Абдулвали Яушевым для своей третьей жены Ашраф.
После смерти Абдулвали Яушева в 1906 г. дом перешёл его сыну, который позднее продал дом своему двоюродному брату Латифу Яушеву.
В 1910—1912 гг. мать Латифа Яушева, Гайния Яушева, открыла в соседнем здании женское педагогическое училище Дарульмугаллимат.
После Октябрьской революции Латиф Яушев и его семья эмигрировали в Китай, дом был национализирован советской властью.
В советское время в здании располагались роддом, онкологический диспансер и станция Скорой помощи. 27 мая 1976 года дом был включён в перечень памятников истории и культуры решением горисполкома № 126.
С 2008 г. здание является 4-м корпусом Троицкого филиала Челябинского государственного университета.